# Берёзовка (Ирбейский район)
Берёзовка — деревня в Ирбейском районе Красноярского края. Входит в состав Тальского сельсовета.

## География
Деревня находится в юго-восточной части края, в лесостепной зоне, на левом берегу реки Кубы, к западу от автодороги 04Н-416, на расстоянии приблизительно 21 километра (по прямой) к юго-востоку от Ирбейского, административного центра района. Абсолютная высота — 323 метра над уровнем моря.
Климат
Климат характеризуется как резко континентальный, с продолжительной морозной зимой и коротким тёплым летом. Средняя температура воздуха самого тёплого месяца (июля) составляет 18,3 °C (абсолютный максимум — 38 °C); самого холодного (января) — −21,1 °C (абсолютный минимум — −60 °C). Продолжительность безморозного периода составляет в среднем 90 дней. Среднегодовое количество атмосферных осадков составляет 484 мм, из которых 367 мм выпадает в период с апреля по октябрь. Снежный покров держится в течение 170 дней.

## История
Основана в 1911 году. По данным 1926 года в деревне имелось 26 хозяйств и проживало 146 человек (75 мужчин и 71 женщина). В национальном составе населения того периода преобладали русские. В административном отношении входила в состав Зелено-Слободского сельсовета Ирбейского района Канского округа Сибирского края.

## Население
| 2010 |
| ---- |
| 69   |

Половой состав
По данным Всероссийской переписи населения 2010 года в гендерной структуре населения мужчины составляли 53,6 %, женщины — соответственно 46,4 %.
Национальный состав
Согласно результатам переписи 2002 года, в национальной структуре населения русские составляли 93 % из 109 чел.